# آسیاب‌آبی رکات بالا
آسیاب آبی رکات بالا مربوط به دوره قاجار است و در شهرستان بیرجند، روستای رکات بالا واقع شده و این اثر در تاریخ ۷ مرداد ۱۳۸۲ با شمارهٔ ثبت ۹۲۹۷ به‌عنوان یکی از آثار ملی ایران به ثبت رسیده است.